# Andrzej Borówko
Andrzej Borówko (ur. 4 lutego 1960 w Szczecinie) – polski piłkarz grający na pozycji pomocnika.
Grał w Olimpii Poznań, Dyskobolii Grodzisk Wielkopolski, a także w TS 1998 Dopiewo.
W polskiej I lidze rozegrał 183 mecze i zdobył 30 bramek. Wszystkie mecze rozegrał w Olimpii, w której występował od sezonu 1986/87 do 1994/95. W sezonie 1995/96 występował w III-ligowej Dyskobolii, w której rozegrał 5 meczów.
Od sierpnia 2011 roku jest trenerem piłkarzy NKS-u Niepruszewo, występującego w wielkopolskiej lidze okręgowej. W 2020 roku objął zespół GKS Rokita Rokietnica, jednocześnie pracuje w tym klubie z zespołami młodzieżowymi.